# Francisco de Álvarez-Cuevas y Güell
Francisco de Álvarez-Cuevas y Güell (Barcelona, 1889 - ibídem, 21 de noviembre de 1945) fue un empresario y coleccionista de arte español.  
Fue el fundador de la empresa de publicidad Omnia, empresa anunciadora y propietario de la marca de perfumería Frine.

## Biografía
Nació en Barcelona en el año 1889 en el seno de una familia perteneciente a la nobleza. Fue hijo del médico Ramón de Álvarez-Cuevas y Fuster (Villafranca del Panadés, 1852 - Vendrell, 1923) y de Emilia Güell y Güell (Barcelona, 1868-1929), los cuales tenían otras dos hijas, María de las Mercedes y María Dolores. Fue primo de Manuel de Álvarez-Cuevas y Olivella, concejal y teniente de alcalde del Ayuntamiento de Barcelona y señor del Palacio Real de Villafranca; de José de Álvarez-Cuevas y de Lacassaigne, diputado en Cortes por Barcelona; y de Juan de Álvarez-Cuevas y de Sisternes, alcalde de Villafranca del Panadés entre 1925 y 1930.  
Pasó su infancia en distintas sitios de España debido a los destinos profesionales de su padre. La familia residió en Málaga, Mahón, Gando, Lanzarote y Gandía. 
Interesado desde joven por la profesión relacionada con la publicidad, Francisco de Álvarez-Cuevas vivió una temporada en Nueva York, donde tuvo la oportunidad de adquirir los conocimientos necesarios para crear su empresa. También fue durante esos años de juventud cuando pasó una temporda en Cuba. Al regresar a Barcelona, Francisco de Álvarez-Cuevas fundó su propia empresa de publicidad: Omnia, empresa anunciadora. Asimismo, también fue propietario de la marca de perfumeria Frine.
Francisco de Álvarez-Cuevas contrajo matrimonio con Ángela Raduá y Badía. A pesar de que establecieron su residencia en Barcelona, pasaban largas temporadas en la villa que Francisco de Álvarez-Cuevas adquirió en el paseo Marítimo de Sitges: Villa Álvarez. Su esposa, Ángela Raduá, murió joven el 31 de mayo de 1930, dejando viudo y un hijo pequeño, Francisco, nacido en Barcelona el 12 de enero de 1918.
Contrajo segundas nupcias con María Porter y Bardají (1901-1994), con la que tuvo otros tres hijos: Armando (Barcelona, 1923-2012), Elena (Barcelona, 1931-2018) y Maria Rosa (Barcelona, 1933).
Francisco de Álvarez-Cuevas era un gran amante del arte y fue también mecenas de algunos artistas jóvenes. Principalmente fue un gran seguidor de la pintura de Joaquim Sunyer, del que llegó a tener unos ochenta cuadros que decoraban las paredes de Villa Álvarez. La colección Álvarez ya fue muy reconocida desde sus inicios como una de las colecciones más importantes de pintura moderna catalana. Asimismo, Joquim Sunyer retrató en diversas ocasiones tanto a Francisco de Álvarez-Cuevas como a su eposa Ángela Raduá y a sus hijos. Su coleccion también contaba con obras de otros artistas como Alfredo Sisquella o Emilio Grau Sala, así como esculturas de Pere Jou y de Enric Casanovas, a los que encargó los diversos relieves que decoran el interior y la fachada de Villa Álvarez.
El teatro fue también una de sus pasiones. El 2 de junio de 1936, Francisco de Álvarez-Cuevas firmó el alquiler del Teatro Romea por cinco años. La nueva etapa se estrenó con la obra Aquella Noche de Lajos Zilahy, con la compañía de Eugenia Zúffolli. A pesar de los años de guerra, Francisco de Álvarez-Cuevas intentó, dentro de sus posibilidades, mantener abierto el teatro. Durante el mes de febrero de 1939 dirigió en el Teatro Romea la obra Amores y Amorios, de Serafín y Joaquín Álvarez Quintero, con la compañía de Enric Guitart, que hacía de protagonista junto a la actriz Esperanza del Barrero.
Francisco de Álvarez-Cuevas falleció en Barcelona a los 56 años el día 21 de noviembre de 1945.